# 신상완
신상완(申尙玩, 1891년 1월 ~ 1951년 1월)은 조선의 승려이다. 동국대학교의 전신인 중앙학림의 학생대표와 유심회 회장으로 활동하다 만해 한용운 선사의 밀지를 받고 3.1운동에 적극 참여하였다. 만세운동 당시 서울에서 만세운동을 주도하고 후에 상해로 망명하였으며, 임시정부에 가담하였다. 특파원과 선전대원을 맡아 1919년 7월, 1920년 2월 경 조선으로 파견되었다. 조선으로 파견되었을 당시, 독립운동자금 문제와 불교비밀결사의 조직 등의 임무를 수행하였다. 조선 내에서 독립단을 조직하기도 하였다.